# Skoriaczyj Jar
Skoriaczyj Jar (ukr. Скорячий Яр) – osiedle na Ukrainie, w obwodzie winnickim, w rejonie czerniweckim. W 2001 roku liczyło 37 mieszkańców.